# Londoni egyezmény a német külső adósságokról
A német külső adósságokról szóló londoni megállapodás, más néven a londoni adósságegyezmény (németül: Londoner Schuldenabkommen) adósságcsökkentő szerződés volt a Német Szövetségi Köztársaság és a hitelező nemzetek között. A megállapodást 1953. február 27-én Londonban írták alá, és 1953. szeptember 16-án lépett hatályba.

## Áttekintés
A német külföldi adósságokról szóló konferenciát (más néven a London Adósságkonferencia) 1952. február 28. és 1952. augusztus 28. között tartották. A konferencián megkötött megállapodást 1953. február 27-én Londonban írták alá.  Az Egyesült Államok, Franciaország és az Egyesült Királyság 1953. szeptember 16-án ratifikálta a megállapodást.  
A londoni adósságmegállapodás számos különféle típusú német adósságra terjedt ki a második világháború előtti és utáni időszakból. Néhányuk közvetlenül a kárpótlási rendszer finanszírozására tett erőfeszítések eredményeként merült fel, míg mások a kiterjedt hitelezéseket tükrözik, főként az amerikai befektetők által a német cégek és kormányok számára. A Nyugat-Németországon kívül részt vevő felek között volt Ausztrália, Belgium, Kanada, Dánia, Franciaország, Nagy-Britannia, Görögország, Irán, Írország, Olaszország, Liechtenstein, Luxemburg, Norvégia, Pakisztán, Spanyolország, Svédország, Svájc, Dél-Afrika, az Egyesült Államok, Jugoszlávia és más országok. A keleti blokk államai nem vettek részt. 
A tárgyalás alatt álló teljes összeg 16 milliárd márka adósságot jelentett az I. világháború utáni Versailles-i szerződésből, amelyet az 1930-as években nem fizettek ki, de amelyet Németország úgy döntött, hogy visszafizet hírnevének helyreállítása érdekében. Ezzel a pénzzel az Egyesült Államok, Franciaország és Nagy-Britannia kormányainak és magánbankjainak tartoztak. További 16 milliárd márka az Egyesült Államok háború utáni hiteleit képviselte. A londoni megállapodás értelmében a visszafizetendő összeget 50%-kal kb. 15 milliárd márkára csökkentették és 30 évre kinyújtották.Ez így a gyorsan növekvő német gazdaságra elenyésző hatással volt.  A megállapodás fontos feltétele volt az, hogy a visszafizetések csak akkor voltak esedékesek, amint Nyugat-Németországban kereskedelmi többlet alakult ki, és az, hogy a visszafizetések az exportbevételek 3%-ára korlátozódtak. Ez erőteljesen ösztönözte a hitelezőket a német áruk behozatalára, és elősegítette az újjáépítést. 
A megállapodás egy része a Németország újraegyesítését követően fizetendő tartozásokra vonatkozott . Sok évtizeden keresztül valószínűtlen volt, hogy ez megvalósul, de 1990-ben esedékessé vált a Deutsche Mark 239,4 millió halasztott kamat. Ezeket a követeléseket a "Fundierungsschuldverschreibungen" (hitelviszonyt megtestesítő értékpapírok finanszírozása) útján fizettették vissza 20 éves futamidővel. 2010. október 3-án teljesítették ezeket a kötvényeket, 69,9 millió euró összegben. Ez volt a a két világháborúból származó tartozások utolsó német törlesztése. 

## Hatás
A megállapodás jelentősen hozzájárult a háború utáni német gazdaság növekedéséhez és Németország mint világgazdasági hatalom újjáéledéséhez. Az európai áttekintés a gazdasági történelemről szóló 2018. évi tanulmány kimutatta, hogy a londoni megállapodás "három fő módon ösztönözte a gazdasági növekedést: fiskális teret teremtett az állami beruházásokhoz; csökkentette a hitelfelvétel költségeit és stabilizálta az inflációt". Ez tette lehetővé Németország számára, hogy belépjen olyan nemzetközi gazdasági intézményekbe, mint a Világbank és a Nemzetközi Valutaalap

## Fordítás
Ez a szócikk részben vagy egészben  a   London Agreement on German External Debts című angol Wikipédia-szócikk ezen változatának fordításán alapul.  Az eredeti cikk szerkesztőit annak laptörténete sorolja fel. Ez a jelzés csupán a megfogalmazás eredetét és a szerzői jogokat jelzi, nem szolgál a cikkben szereplő információk forrásmegjelöléseként.

## Kapcsolódó szócikk
- Marshall-terv